# ドゥエンツァ
ドゥエンツァ（フランス語: Douentza、フラニ語: Duwayⁿsa）は、マリ共和国ドゥエンツァ州ドゥエンツァ圏のコミューン。同州、同圏の首府でもある。人口は24,005人（2009年国勢調査）。モプティとガオを結ぶ国道RN16号線沿い、モプティから東北東へ145キロメートルの距離にある。
旧市街ではフラニ語が、国道沿いではバンバラ語が多く話されている。

## 歴史

### 19世紀以前
ドゥエンツァは19世紀頃、フラニ族が建国したHaayre（あるいはHayre）王国の主要都市であった。国名は「岩場」を意味しており、近郊の岩石地帯が町を襲撃や侵略から守った。少なくとも17世紀からマシナ帝国が台頭し、後にトゥクロール帝国のウマル・サイドゥ・タールに征服されるまで、トゥアレグ族とフラニ族によって争われていた。フランスは1890年代に進出し、現地の統治機構を部分的に植民地に組み込み間接統治を行った。ドゥエンツァはフラニ族の町ではあるが、郊外にはトゥアレグ族（元奴隷は「Bella」と呼ばれる）、バンバラ族などが住んでいる。

### 2012年マリ北部紛争
2012年4月5日、マリ北部で急速に実効支配地域を広げていた反政府勢力のアザワド解放民族運動（MNLA）に占領された。MNLAはドゥエンツァを「国境」と表現し、大規模攻勢の終了を宣言した。翌日、MNLAはアザワドとしてマリからの独立を宣言した。
8月末時点で町はソンガイ族系民兵組織 Ganda Isoとイスラム系武装組織西アフリカのタウヒードと聖戦運動（MOJWA）が合意の下共同統治していたが、MOJWAはGanda Isoが合意に反した動きを見せているとして町を包囲し、9月1日にドゥエンツァを制圧した。報道によれば民兵らは戦わずに降伏したという。
イスラム系武装組織に対してフランスは軍事介入を行い（セルヴァル作戦）、2013年1月15日にドゥエンツァ高校を爆撃した。この攻撃はほかの空爆や地上部隊と連携して行われ、1月21日にジャン＝イヴ・ル・ドリアン国防大臣はドゥエンツァの奪還を発表した。
2021年2月10日、反政府勢力の攻撃により国際連合マリ多元統合安定化ミッションの隊員20人が負傷した。

## 交通
- ドゥエンツァ空港（英語版）